# Курязька виховна колонія ім. А. С. Макаренка
Ку́рязька виховна́ коло́нія — виправна колонія управління Державного департаменту України з питань виконання покарань розташована у селі Подвірки Дергачівського району Харківської області за 8 км від Харкова.

## Історія колонії
Колонію названо за іменами річки Куряж та поселення Куряжанка, біля яких 28 квітня 1673 року було засновано Преображенський монастир.
Після 1917 року Преображенський монастир у його попередньому статусі, як і багато інших культових споруд, був приречений і як це часто бувало, його використали для розміщення дитячого будинку, а 15 червня 1926 року сюди з-під Полтави переїхала дитяча Колонія імені Максима Горького на чолі з її керівником — талановитим вихователем Антоном Макаренком. Так була заснована дитяча трудова колонія.
У Куряжі А. Макаренко працював до липня 1928 року і на принципах самоврядування та господарського розрахунку дитячої трудової колонії створив «школу-господарство». Колишні безпритульні навчалися у школі і працювали в сільськогосподарському виробництві. Досвід роботи у перевихованні юної людини педагог-новатор описав у всесвітньо відомій книзі «Педагогічна поема», яку створив тут же.
У воєнну пору з вересня 1941 року Курязьку колонію було евакуйовано в місто Томськ. Під час евакуації були загублені всі архіви. Після визволення Харкова в серпні 1943 року Курязька виховно-трудова колонія організувалася заново як закрита установа.
Предметом гордості куряжан є музей А. Макаренка, відкритий до 100-річчя з дня народження видатного педагога 13 березня 1988 року, коли під егідою ЮНЕСКО педагогічна громадськість всього світу відзначала цю подію. В музеї серед багатьох експонатів зберігається прапор колонії ім. М. Горького.

## Сучасний стан
Курязька виховна колонія управління Державного департаменту України з питань виконання покарань у Харківській області — це колонія для тримання неповнолітніх осіб чоловічої статі, засуджених до позбавлення волі на певний строк, із плановим наповненням — 160 осіб. Наразі в установі утримується понад 120 вихованців. Це, у більшості, юнаки від 14 до 18 років. Також для закріплення позитивних результатів виправлення чи для закінчення загальноосвітнього навчання вихованці можуть залишатися в колонії до 22 років. Функціонує 2 відділення соціально-психологічної служби.
Нині начальником виховної колонії є підполковник внутрішньої служби Маркін Марк Юрійович.

## Стан виробництва
На даний час власного виробництва у Курязькій виховній колонії немає. З 1 серпня 2008 року підприємство установи призупинило свою діяльність та на його базі була утворена навчально-виробнича майстерня, в якій працюють вихованці.

## Соціально-психологічна робота
В установі утворено 2 відділення соціально-психологічної служби, дільниця карантину, діагностики і розподілу, кімнати виховної роботи, кімната психо-емоційного розвантаження. З вихованцями працюють досвідчені вихователі та 2 практичних психолога. Регулярно проводяться бесіди профілактичного характеру, лекції за різними темами. В колонії функціонує Курязька загальноосвітня школа II—ІІІ ступенів та Курязьке ПТУ.
Виробничо-технічне навчання вихованців організоване за спеціальностями токаря, слюсаря з ремонту автомобілів, слюсаря з механоскладальних робіт. Практичне закріплення набутих професій відбувається у виробничій майстерні установи. В колонії функціонує бібліотека, сучасний спортивний зал. Регулярно проводяться репетиції хору та духового оркестру. Працює гурток образотворчого мистецтва та предметні гуртки в Курязькій школі. З вихованцями працюють представники євангелістів-баптистів «Ясна поляна», благодійної організації «Де Поль», Української православної церкви, функціонує недільна школа.
Також із засудженими працюють робітники Дергачівського ЦСССДМ, приїжджають представники Союзу інвалідів Афганістану, Харківського гуманітарно-педагогічного інституту.

## Адреса
62371, Харківська область, Дергачівський район, сел. Подвірки, вул. Макаренка, 1